# آماندا بلیک

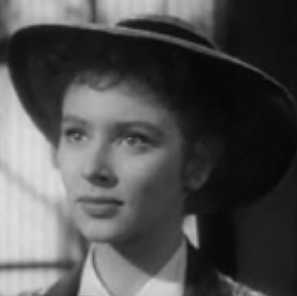

 آماندا بلیک (انگلیسی: Amanda Blake؛ ۲۰ فوریهٔ ۱۹۲۹ – ۱۶ اوت ۱۹۸۹) یک هنرپیشه اهل ایالات متحده آمریکا بود. وی بین سال‌های ۱۹۵۰ تا ۱۹۸۹ میلادی فعالیت می‌کرد.

## بخشی از فیلمشناسی
از فیلم‌هایی که وی در آن نقش داشته‌است، می‌توان به  تقویت  اشاره کرد.